# Oppegård
Oppegård é uma comuna da Noruega, com 37 km² de área e 23 343 habitantes (censo de 2004).         